# Fraatés I.
Fraatés I. (parthsky Frahát, řecky Φραάτης) byl parthský král z rodu Arsakovců panující v letech 176–171 př. n. l. Jeho otcem byl král Friapatios, bratrem Mithradatés, pozdější dobyvatel Mezopotámie. Dalším Fraatovým bratrem byl král Artabanos I. (vládl 128–124/123 př. n. l.) a snad i jménem neznámý princ, otec budoucího krále Gótarza I.
Za Fraata I. začala parthská ofenzíva proti seleukovské říši, jež během několika desetiletí vedla k dobytí většiny jejích asijských držav. Přechod z obrany do útoku jistě souvisel s tím, že Antiochos IV. Epifanés utrpěl právě několik porážek na západě a byl příliš oslaben, aby mohl intervenovat ve vzdálených íránských satrapiích. Během velmi krátké doby opanoval Fraatés Hyrkánii a rozšířil své panství až k pobřeží Kaspického moře. Etnikum Mardů, které zde sídlilo, dal král přesídlit do Charax poblíž Kaspické brány, v dalších dobyvačných taženích mu však zabránila smrt.